# Aongstroemia squarrosa
Aongstroemia squarrosa là một loài rêu trong họ Dicranaceae. Loài này được Schrad. Müll. Hal. mô tả khoa học đầu tiên năm 1848.